# Paramurosternum pictum
Paramurosternum pictum är en skalbaggsart som beskrevs av Stefan von Breuning 1936. Paramurosternum pictum ingår i släktet Paramurosternum och familjen långhorningar. Inga underarter finns listade i Catalogue of Life.